# Исландия на летних Олимпийских играх 1996
Исландия принимала участие в Летних Олимпийских играх 1996 года в Атланте (США), но не завоевала ни одной медали. Впервые исландский спортсмен участвовал в соревнованиях по спортивной гимнастике.

## Результаты соревнований

### Бадминтон
| Спортсменка   | Разряд            | Первый раунд                              | Второй раунд   | Третий раунд   | Четвертьфинал  | Полуфинал      | Финал          | Место     |
| Спортсменка   | Разряд            | Противник Очки                            | Противник Очки | Противник Очки | Противник Очки | Противник Очки | Противник Очки | Место     |
| ------------- | ----------------- | ----------------------------------------- | -------------- | -------------- | -------------- | -------------- | -------------- | --------- |
| Эльса Нильсен | Женский одиночный | Сомхарутай Чарунсири (THA) Пор 1-11, 2-11 | Не прошла      | Не прошла      | Не прошла      | Не прошла      | Не прошла      | Не прошла |

### Гимнастика

#### Спортивная гимнастика
Мужчины
| Спортсмен            | Вид                       | Снаряд         | Снаряд             | Снаряд | Снаряд | Снаряд              | Снаряд      | Квалификация | Квалификация | Финал     | Финал     |
| Спортсмен            | Вид                       | Опорный прыжок | Вольные упражнения | Конь   | Кольца | Параллельные брусья | Перекладина | Очки         | Место        | Очки      | Место     |
| -------------------- | ------------------------- | -------------- | ------------------ | ------ | ------ | ------------------- | ----------- | ------------ | ------------ | --------- | --------- |
| Рунар Александерссон | Индивидуальное многоборье | 18,200         | 18,200             | 18,037 | 17,575 | 16,100              | 16,225      | 104,337      | 68           | Не прошёл | Не прошёл |

### Дзюдо
Мужчины
| Категория | Спортсмены           | 1/16 финала                   | 1/8 финала                                          | Четвертьфинал        | Полуфинал            | Финал                | Место |
| Категория | Спортсмены           | Соперник Результат            | Соперник Результат                                  | Соперник Результат   | Соперник Результат   | Соперник Результат   | Место |
| --------- | -------------------- | ----------------------------- | --------------------------------------------------- | -------------------- | -------------------- | -------------------- | ----- |
| до 95 кг  | Веднхард Торлейфссон | Ким Мин Су (KOR) П (0:02) DSQ | Завершил выступление                                | Завершил выступление | Завершил выступление | Завершил выступление | 13    |
| до 95 кг  | Веднхард Торлейфссон | Утешительный турнир           |                                                     |                      |                      |                      | 13    |
| до 95 кг  | Веднхард Торлейфссон |                               | Дмитрий Сергеев (RUS) П (3:14) иппон, дзюдзи-гатамэ | Завершил выступление | Завершил выступление | Завершил выступление | 13    |

### Лёгкая атлетика
Спортсменов — 3
Мужчины
| Дисциплина    | Спортсмен              | Предварительный раунд | Предварительный раунд | Полуфиналы | Полуфиналы | Финал                | Финал                |
| Дисциплина    | Спортсмен              | Результат             | Место                 | Результат  | Место      | Результат            | Место                |
| ------------- | ---------------------- | --------------------- | --------------------- | ---------- | ---------- | -------------------- | -------------------- |
| метание диска | Вьестейдн Хафстейнссон | 56,30                 | 32                    |            |            | Завершил выступление | Завершил выступление |
| десятиборье   | Йоун Аднар Магнуссон   |                       |                       |            |            | 8274                 | 12                   |

Женщины
| Дисциплина | Спортсменка         | Предварительный раунд | Предварительный раунд | Полуфиналы | Полуфиналы | Финал                 | Финал                 |
| Дисциплина | Спортсменка         | Результат             | Место                 | Результат  | Место      | Результат             | Место                 |
| ---------- | ------------------- | --------------------- | --------------------- | ---------- | ---------- | --------------------- | --------------------- |
| 400 м с/б  | Гудрун Арнардоуттир | 54.88                 | 1                     | 54.81      | 10         | Завершила выступление | Завершила выступление |

### Плавание
Спортсменов — 3
Мужчины
| Спортсмен              | Соревнование   | Предварительные заплывы | Предварительные заплывы | Финал     | Финал     |
| Спортсмен              | Соревнование   | Результат               | Место                   | Результат | Место     |
| ---------------------- | -------------- | ----------------------- | ----------------------- | --------- | --------- |
| Логи Йес Кристьяунссон | 100 м на спине | 58.53                   | 40                      | Не прошёл | Не прошёл |

Женщины
| Спортсменка           | Соревнование        | Предварительные заплывы | Предварительные заплывы | Финал     | Финал     |
| Спортсменка           | Соревнование        | Результат               | Место                   | Результат | Место     |
| --------------------- | ------------------- | ----------------------- | ----------------------- | --------- | --------- |
| Элин Сигурдадоуттир   | 50 м вольным стилем | 26.90                   | 37                      | Не прошла | Не прошла |
| Эйдис Конраудсдоуттир | 100 м баттерфляем   | 1:03.41 NR              | 29                      | Не прошла | Не прошла |